# ۱۵۶ (پیش از میلاد)
۱۵۶ (پیش از میلاد) ۱۵۶مین سال قبل از تقویم میلادی است.